# Iepurele (constelație)
Iepurele (pe latinește, Lepus) este o constelație din emisfera sudică apropiată de ecuatorul ceresc.

## Descriere și localizare

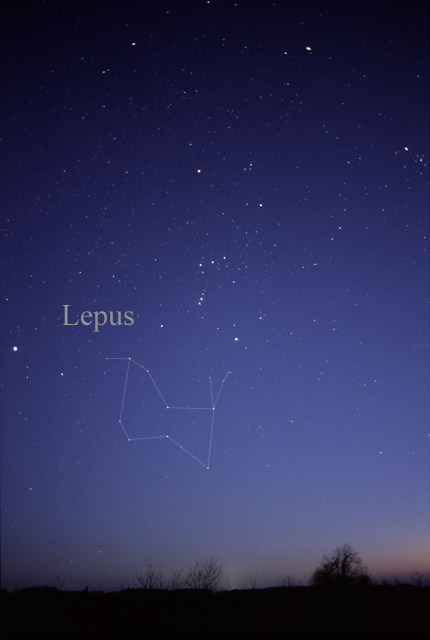
Constelația Iepurele văzută cu ochiul liber. Pentru identificarea mai ușoară au fost trasate linii între stele.

Constelația Iepurele poate fi văzută chiar sub  Orion, sub cele două stele sudice - Rigel și Saiph - ale acestuia. Iarna constelația - văzută din zona noastră - se află destul de sus deasupra orizontului.
Două dintre stelele sale - α Lep (Arneb) și β Lep (Nihal) - au o magnitudine aparentă mai mică de 3.
În Iepurele se găsește și roiul stelar globular trecut în  Catalogul Messier cu denumirea M79.

## Istorie
Iepurele este o constelație veche. Astronomii egipteni o considerau drept „Barca lui Osiris” (ajuta apropierea Eridanului, care reprezenta Nilul). Denumită, pentru prima oară, „Iepurele” de către Eudoxus din Knidos, în secolul al IV-lea î.Hr., a fost una dintre constelațiile repertoriate de Ptolemeu în Almageste. Este posibil să reprezinte un iepure vânat de Orion.

## Obiecte cerești
Această constelație conține roiul globular M79, aflat la 70.000 de ani-lumină, nebuloasa planetară IC 418, roiul deschis NGC 2017 (care este de altfel mai mult decât un sistem stelar multiplu), radiogalaxia NGC 1710, și NGC 1784 și NGC 1964, două galaxii spirale.
Coordonate:  06h 00m 00s, −20° 00′ 00″